# Завземане: Неудържими
Завземане: Неудържими беше кеч събитие, продуцирано от WWE, под тяхната развиваща се марка NXT, излъчено по Мрежата на WWE.
Проведе се на 20 май 2015 във Full Sail University в Уинтър Парк, Флорида и включваше 6 мача в излъченото събитие и 1 тъмен мач. Шоуто е пето под името „Завземане“, серии само по Мрежата на WWE. Главният мач беше реванша от Завземане: Враг, в който Кевин Оуенс защити Титлата на NXT срещу Сами Зей, който я спечели на Завземане: Р Еволюция. По време на мача Самоа Джо на прави своя изненадващ дебют. Шоуто включваше пет допълнителни мача, сред които тези за Титла при Жените на NXT и Отборните Титли на NXT.

## Продукция

### Заден план
Кеч сериите Завземане започнаха от 29 май 2014 като марката на WWE, NXT излъчиха второ събитие по Мрежата на WWE, обявено като Завземане. В следващи месеци „Завземане“ стана марка, използвана за техните NXT събития на живо, тъй като водеха Завземане: Фатална четворка, Завземане: Р Еволюция, Завземане: Враг преди Неудържими. 

### Сюжети
Завземане: Неудържими включваше кеч мачове с участието на различни борци от вече съществуващи сценични вражди и сюжетни линии, които се изиграват по NXT. Борците са добри или лоши, тъй като те следват поредица от събития, които са изградили напрежение и кулминират в мач или серия от мачове.

## Резултати
| #                                                                     | Резултати                                                        | Правила                                                         | Време      |
| 1D                                                                    | Водевиланите (Ейдън Инлиш и Саймън Гоч) победиха Даш и Доусън    | Отборен мач                                                     | N/A        |
| 2                                                                     | Фин Балър победи Тайлър Брийз                                    | Сингъл мач за определяне на Главен претендент за Титлата на NXT | 11:30      |
| 3                                                                     | Бейли и Шарлът победиха Ема и Дейна Брук                         | Отборен мач                                                     | 06:51      |
| 4                                                                     | Барън Корбин победи Райно                                        | Сингъл мач                                                      | 07:15      |
| 5                                                                     | Блейк и Мърфи (ш) победиха Ензо Аморе и Колин Касиди (с Кармела) | Отборен мач за Отборните Титли на NXT                           | 08:50      |
| 6                                                                     | Саша Бенкс (ш) победи Беки Линч                                  | Сингъл мач за Титлата при Жените на NXT                         | 15:33      |
| 7                                                                     | Кевин Оуенс (ш) срещу Сами Зейн свърши без победител             | Сингъл мач за Титлата на NXT                                    | [ Note 2 ] |
| (ш) – указва шампиона/шампионите в мача; D – показва, че мача е тъмен |                                                                  |                                                                 |            |

1. ↑  Предполагаемият трети участник в този мач, Идео Итами, бе изключен поради нараняване.
2. ↑  Мачът никога не приключи, когато Оуенс напусна ринга около 13 минути след биенето на първия гонг, когато Самоа Джо дойде на ринга.